# Conopophila
Conopophila es un género de aves paseriformes perteneciente a la familia Meliphagidae.

## Especies
El género contiene tres especies:
- Conopophila albogularis (Gould, 1843) - mielero pechirrufo (Nueva Guinea y norte de Australia);
- Conopophila rufogularis (Gould, 1843) - mielero golirrufo (norte de Australia);
- Conopophila whitei (North, 1910) - mielero de White (oeste de Australia).